# 不受欢迎之家
《不受欢迎之家》（日语： Himote Hausu，英语：Himote House）是一部由Bouncy制作的日本原创动画，2018年10月8日首播。

## 剧情
本作讲述的是“五人一只”的故事。在位于东京中野的合租房中共同生活的，有家主纽手家三姐妹时世、纪奈美、心，以及心的同学多惠和美奈萌，还有家里养的猫小缘。以通称“不受欢迎之家（Himote House）”为舞台，成员们每天烦恼着“要如何才能变得受欢迎”的同时热闹地度日。

## 制作
本动画由曾执导《gdgd妖精s》《摸索吧！部活剧》等作品的石馆光太郎担任导演和系列构成。其标题中的“Himote”（ひもて）一语双关，在日语中既有房东姓氏“纽手”的意思，又有“不受欢迎”的意思。动画原定2018年7月开播，后因故推迟至10月。与《摸索吧！部活剧》类似，本作全部基于电脑动画制作。前半部分按照固定的台本进行讨论，后半部分为声优自由发挥，即兴演出并直接录制成配音，录音完成后在依照当时演出完成动画制作。部分未收录的自由发挥环节安排在网络电台节目《不受欢迎之家广播 今晚也不想睡》（ひもてはうすラジオ 今夜も眠れないのー）中播出。

## 剧中人物
以下所有译名参考巴哈姆特之译名。
本乡多惠（／ Hongō Tae，声：洲崎绫（第11话以“天照绫”名义））
22岁，商店店员，心大学时代的好友。特殊能力为分身术。
纽手心（／ Himote Kokoro，声：明坂聪美（第11话以名义））
22岁，区役所职员，纽手家三女。特殊能力为读心术。
纽手时世（／ Himote Tokiyo，声：水原薫（1-7话）、木野日菜（第8话-，第11话以名义））
25岁，职业不明，纽手家长女。特殊能力为时间停止。
纽手纪奈美（／ Himote Kinami，声：三森铃子（第11话以名义））
24岁，广告公司职员，纽手家次女。特殊能力为释放能量波。
新井美奈萌（／ Arashi Minamo，声：上坂堇（第11话以名义））
22岁，研究生，心初中和高中时代的朋友。特殊能力为复制他人的能力。
桃园云雀（／ Momozono Shibari，声：木野日菜）
纽手三姐妹父亲的助手，第8话登场。
小缘（ Enishi，声：西明日香（第11话以名义））
纽手家的猫，会说人类的语言。
喵铃（ Nyarin，声：荻野可铃）
一只猫，小缘的朋友。
另外，剧中所有男性角色均由田丸笃志配音。

## 制作人员
- 监督、原案、系列构成：石馆光太郎
- 角色设计：booota
- 作画监督：铃木镜规谦
- 音乐：井上纯一、Hajime
- 视觉设计：THINKR
- CG、映像制作：Linked Brain
- 原作、动画制作：Bouncy
- 制作：不受欢迎之家制作委员会

## 主题曲
片头曲
作词、作曲：井上纯一，编曲：Hajime
歌：不受欢迎之家全体住户（ひもてはうす住人一同，洲崎绫、明坂聪美、三森铃子、水原薰→木野日菜、上坂堇）
第1话未使用
片尾曲
作词、作曲：井上纯一，编曲、演奏：Hajime
歌：不受欢迎之家全体住户（第6话 - ）
第6话为演唱版，同时作为插入曲；其余各话为演奏版

## 各话列表
前11话的标题都出自知名动画歌曲的标题或歌词，对应话数的片尾曲画面也会恶搞该歌曲对应的动画。
由于大中华地区并无版权方正式引进该作品，以下各话译名均为非官方译名，仅供参考。
| 话数 | 日文标题 | 中文标题                                    | 剧本                 | 分镜、演出 | 片尾画面 | 标题出典                                      |
| ---- | -------- | ------------------------------------------- | -------------------- | ---------- | -------- | --------------------------------------------- |
| 1    |          | 献给你的罗曼蒂克                            | 石馆光太郎           |            |          | 《龙珠》同名片尾曲                            |
| 2    |          | 少女的策略                                  | 山口正武 石馆光太郎  | 铃木镜规谦 |          | 《美少女战士R》同名片尾曲                     |
| 3    |          | 不怕受伤                                    | 山口正武             |            |          | 《秀逗魔导士NEXT》片头曲《Give a reason》歌词 |
| 4    |          | 明天一定                                    | 高桥聪之             | 栋方城     | 029      | 《小魔女DoReMi》同名片尾曲                    |
| 5    |          | 所爱之人在远方                              | 星知美               | i!         |          | 《凉宫春日的忧郁》插曲《Lost my music》歌词   |
| 6    |          | 回家吧                                      | 平间邦修             | 栋方城     | U35      | 本作片尾曲                                    |
| 7    |          | 如祈祷般继续的旅程                          | 曾我勇志             | 湊未来     |          | 《魔法少女奈叶StrikerS》片尾曲《》歌词        |
| 8    |          | 不变的永远                                  | 山口正武             | 内山翠、i! |          | 《穿越时空的少女》同名插曲                    |
| 9    |          | 你不知道的故事                              | 石馆光太郎           | 、i!       | 神山彩   | 《化物语》同名片尾曲                          |
| 10   |          | 极限之类从不考虑                            | 不適用               | 棟方城、   |          | 《科學超電磁砲》片頭曲《only my railgun》歌词 |
| 11   |          | 夕晖                                        | 石馆光太郎、平间邦修 | i!、       |          | 《夏目友人帐 伍》同名片尾曲                   |
| 12   |          | 緊急特番! 豪華CAST回顧Himote House的3個月SP | 石馆光太郎           | 棟方城、   | 不適用   | 不適用                                        |

## 播放电视台
日本深夜動畫：下文記載的日本国内播放時間使用日本標準時間（UTC+9）表示。因為部分時間标识會採用30小时制，因此請留意这类超过24:00的时间，其實際播放時間為翌日清晨。
| 播放地区 | 播放电视台 | 播放日期        | 播放时间（UTC+9）    | 所属联播网 | 备注       |
| -------- | ---------- | --------------- | -------------------- | ---------- | ---------- |
| 日本全国 | BS11       | 2018年10月8日 - | 星期一 0:45 - 1:00   | BS卫星     | ANIME+时段 |
| 东京都   | TOKYO MX   | 2018年10月8日 - | 星期一 1:50 - 2:15   | 无         |            |
| 日本全国 | J:COM电视  | 2018年10月8日 - | 星期一 22:45 - 23:00 | 有线电视   |            |

除电视台外，该动画还通过AbemaTV、niconico动画、亚马逊视频等平台播出。

## BD / DVD
| 卷 | 发售日                | 收录话数       | 規格       | 規格      |
| 卷 | 发售日                | 收录话数       | BD限定版   | DVD限定版 |
| -- | --------------------- | -------------- | ---------- | --------- |
| 1  | 2019年1月23日（预定） | 第1話 - 第4話  | BJS- 81404 | JDD-81404 |
| 2  | 2019年2月27日（预定） | 第5話 - 第8話  | BJS- 81405 | JDD-81405 |
| 3  | 2019年3月27日（预定） | 第9話 - 第12話 | BJS- 81406 | JDD-81406 |